# Fujian (Volksrepubliek China)
Fujianⓘ (lokale transliteratie Hokkien uit het Minnanyu'se Hok-kiàn, spreek beide uit als [Hok Kjen]) is een van de provincies aan de zuidoostkust van China. Fujian grenst aan Zhejiang in het noorden, Jiangxi in het westen en Guangdong in het zuiden. Taiwan ligt in het oosten, aan de andere kant van de Straat van Taiwan.
Vanaf de 15e eeuw trokken duizenden mannen uit Fujian in hun jonken de zee over, om een bestaan op te bouwen in de havensteden van de latere Filipijnen, Indonesië en Maleisië. Andere Chinezen bleven heen en weer varen en bedreven de jonkenhandel. 
De huidige (2020) partijleider van de Communistische Partij en president van China, Xi Jinping, was hier van 2000 tot 2006 gouverneur.

## Herkomst van de naam
De naam Fujian komt uit de combinatie van Fuzhou en Jian'ou, twee steden in Fujian. De naam ontstond tijdens de Tang-dynastie. De naam werd in het Nederlands vroeger Foe-tjien genoemd.

## Aangrenzende provincies
| Aangrenzende provincies | Aangrenzende provincies | Aangrenzende provincies | Aangrenzende provincies | Aangrenzende provincies |
| ----------------------- | ----------------------- | ----------------------- | ----------------------- | ----------------------- |
|                         |                         | Zhejiang                |                         |                         |
|                         |                         |                         |                         |                         |
| Jiangxi                 |                         |                         |                         |                         |
|                         |                         |                         |                         |                         |
| Guangdong               |                         |                         |                         |                         |

## Geografie
Fujian is onderverdeeld in acht prefectuursteden:
| Kaart               | Nr.       | Naam   | Hanzi         | Hanyu Pinyin |
| ------------------- | --------- | ------ | ------------- | ------------ |
|                     |           |        |               |              |
| Subprovinciale stad |           |        |               |              |
| 2                   | Xiamen    | 厦门市 | Xiàmén Shì    |              |
| Stadsprefecturen    |           |        |               |              |
| 1                   | Fuzhou    | 福州市 | Fúzhōu Shì    |              |
| 3                   | Longyan   | 龙岩市 | Lóngyán Shì   |              |
| 4                   | Nanping   | 南平市 | Nánpíng Shì   |              |
| 5                   | Ningde    | 宁德市 | Nánpíng Shì   |              |
| 6                   | Putian    | 莆田市 | Pútián Shì    |              |
| 7                   | Quanzhou  | 泉州市 | Quánzhōu Shì  |              |
| 8                   | Sanming   | 三明市 | Sānmíng Shì   |              |
| 9                   | Zhangzhou | 漳州市 | Zhāngzhōu Shì |              |

## Politiek
Het grootste deel van Fujian wordt bestuurd door Volksrepubliek China. Kinmen (inclusief Wuqiu) en de Matsu worden echter door de Republiek China vanuit Taiwan bestuurd. Er zijn dus in feite twee besturen voor de provincie.

## Steden in provincie Fujian
- Changle
- Fuding
- Fuzhou (hoofdstad)
- Jian'ou
- Jianyang
- Jinjiang
- Longhai
- Shaowu
- Shishi

## Geboren in Fujian
- Emilio Yap (1925-2014), Filipijns zakenman, bankier, mediamagnaat en filantroop

## Trivia
De provincie is een grote leverancier van witte thee. Verder zijn veel Chinezen in Europa en Zuidoost-Azië afkomstig uit Fujian.